# San Román de Hornija
San Román de Hornija – gmina w Hiszpanii, w prowincji Valladolid, w Kastylii i León, o powierzchni 41,76 km². W 2011 roku gmina liczyła 391 mieszkańców.